# Fusarium lacertarum
Fusarium lacertarum är en svampart som beskrevs av Subrahm. 1983. Fusarium lacertarum ingår i släktet Fusarium och familjen Nectriaceae.   Inga underarter finns listade i Catalogue of Life.